# Piper narinoense
Piper narinoense är en pepparväxtart som beskrevs av Truman George Yuncker. Piper narinoense ingår i släktet Piper och familjen pepparväxter. Inga underarter finns listade i Catalogue of Life.